# 六都電競爭霸戰
六都電競（The Major Six）是目前中華民國台灣最大業餘電子競技賽事，每年超過2000名選手參予。此業餘賽事的前身為批踢踢實業坊所舉辦的「PTT E-sport電競大賽」（PTT盃）。
創立初期的賽事項目僅有《英雄聯盟》，賽制採巡迴賽、盃賽制，由台北市、新北市、桃園市、台中市、台南市及高雄市這六個直轄市（六都）各站自汰選出一隊區域冠軍，再進入總決賽角逐六都總冠軍。隨著六都電競舉辦規模越來越大，歷年也陸續增減遊戲項目。
2019年，第三屆六都電競爭霸戰獲得同年「2019亞洲電競大賞AEA－台灣站」年度最佳電競活動獎。

## 賽事沿革

### PTT盃（2014－2016）

#### 2014年
由po11po11（顏宥騫）、blsy4300145（土龍）、asdlkjfgh等三位PTT LoL板板主群主辦第一屆「PTT盃」電競賽事。
- 2014年《英雄聯盟》冠軍：「不小心就贏了」、亞軍：「我們是外星人」。

#### 2015年
配合PTT二十週年站慶擴大舉辦，加入《爐石戰記》項目，由PTT站方及LoL板、Hearthstone板共同主辦，LIVEhouse.in提供技術協辦。
- 2015年《英雄聯盟》冠軍：「12345」、亞軍：「EDG87」。
- 2015年《爐石戰記》冠軍：「Ricardo」。

#### 2016年
延續站慶規模，技術協辦改由上報、華碩玩家共和國（ROG）負責。
- 2016年《英雄聯盟》冠軍：「MLT」、亞軍：「添志絕不遲到」。

### 六都電競爭霸戰（2017－至今）

#### 2017年
賽事規模再擴大、改制並更名為「六都電競爭霸戰」，刪除《爐石戰記》項目，上報由協辦改為主辦單位並取得商標權利，與《英雄聯盟》台港澳區遊戲代理商Garena、開發商RIOT共同主辦。LIVEhouse.in為執行單位。此屆開始，PTT改為協辦單位。
- 2017年《英雄聯盟》冠軍：新北代表隊「ahq Fighter」、亞軍：高雄代表隊伍「高雄南霸天」。

#### 2018年
由上報主辦，執行單位則由時任LoL板板主、鍇睿行銷執行長po11po11 顏宥騫團隊重新接手，PTT則維持協辦。
- 2018年《英雄聯盟》冠軍：高雄代表隊「恩母17」、亞軍：新北代表隊「菜皮一定行2」。

#### 2019年
由上報主辦，執行單位為鍇睿行銷，並新增英文副標題「Taiwan Legends Championship」、簡稱TLC。但由於po11po11已卸任板主，此屆PTT並未參與協辦。
- 2019年《英雄聯盟》冠軍：新北代表隊「ahq Fighter」、亞軍：高雄代表隊「MachiX」。

#### 2020年
由上報、臺灣電競協會（TCAA）主辦，執行單位為MS Esports。賽事項目：《英雄聯盟》及新增的《傳說對決》。由於原世代傳媒員工po11po11顏宥騫及原執行單位鍇睿行銷脫離上報集團，此年開始po11po11與鍇睿行銷另行舉辦「亞洲電子競技公開賽」（AEC），與六都電競正式分家。
- 2020年《英雄聯盟》冠軍：新北代表隊「SHARP Fighter」、亞軍：台南代表隊「獎金小偷」。
- 2020年《傳說對決》冠軍：新北代表隊「GLM」、亞軍：台南代表隊「68依舊閃亮」。

#### 2021年
由上報主辦，執行單位為世代傳媒旗下子公司迴聲娛樂。賽事項目：特戰英豪、激鬥峽谷、絕地求生M，而《英雄聯盟》項目則由鍇睿行銷同年所主辦的「亞洲電子競技公開賽」（AEC）舉辦。
- 2021年《英雄聯盟：激鬥峽谷》冠軍：台北代表隊「One Team」、亞軍：台中代表隊「閃電狼」。
- 2021年《特戰英豪》冠軍：新北代表隊「END」、亞軍：台南代表隊「Griffin eSports」（GMM）。

#### 2022年
由上報、福爾摩沙電子競技協會、台灣大哥大主辦，執行單位為迴聲娛樂。賽事項目：特戰英豪、絕地求生M、爐石戰記：英雄戰場，而《英雄聯盟》項目與去年一樣由「亞洲電子競技公開賽」（AEC）舉辦。
- 2022年《特戰英豪》冠軍：台北都冠軍「金色狂風4」、亞軍：台中都冠軍「六都羹」。
- 2022年《絕地求生M》冠軍（隊伍積分總決賽）：「One Team」。
- 2022年《爐石戰記：英雄戰場》冠軍（積分總決賽）：「UMR」。

#### 2023年
由上報、福爾摩沙電子競技協會主辦，執行單位為迴聲娛樂。此屆恢復了停辦兩屆的《英雄聯盟》項目，賽事項目：英雄聯盟、特戰英豪、絕地求生。
- 2023年《英雄聯盟》冠軍：北區代表隊伍（新北）「0死不如不玩」、亞軍：南區代表隊伍（台中）「肉肉披薩配三國」。（2023-09-16）
- 2023年《特戰英豪》冠軍：北區代表隊伍（新北）「ONE」、亞軍：南區代表隊伍（台中）「FW123」。（2023-09-16）
- 2023年《絕地求生》冠軍（隊伍積分總決賽）：「XMEN」、亞軍：「RKA」。（2023-09-17）

#### 2024年
由上報、福爾摩沙電子競技協會主辦，協辦單位為台灣大哥大。賽事項目：英雄聯盟、特戰英豪、絕地求生、快打旋風6。
- 2024年《英雄聯盟》冠軍：BIG（高雄代表隊）、亞軍：DCGA（桃園代表隊）。（2024-09-21）
- 2024年《特戰英豪》冠軍：台北海大狂獵鯊（台南代表隊）、亞軍：流量密碼（新北代表隊）。（2024-09-21）
- 2024年《絕地求生》冠軍（隊伍積分總決賽）：Dai Zhu Xmen Esport（DZX）。（2024-09-22）
- 2024年《快打旋風6》冠軍：ZJZ。（2024-09-22）

#### 2025年
由上報、福爾摩沙電子競技協會主辦，協辦單位為台灣大哥大。賽事項目：特戰英豪、英雄聯盟、聯盟戰棋、絕地求生。線下總決賽地點：高雄流行音樂中心海音館。
- 2025年《特戰英豪》冠軍：TBA（2025-08-29）
- 2025年《英雄聯盟》冠軍：TBA（2025-08-30）
- 2025年《聯盟戰棋》冠軍：TBA（2025-08-30）
- 2025年《絕地求生》冠軍：TBA（2025-08-31）

## 六都電競歷年冠軍城市
| 遊戲項目 | 遊戲項目 | 英雄聯盟                | 特戰英豪                 | 絕地求生 | 絕地求生M | 傳說對決      | 英雄聯盟：激鬥峽谷 |
| 屆數     | 年度     | PTT盃                   | PTT盃                    | PTT盃    | PTT盃     | PTT盃         | PTT盃              |
| -------- | -------- | ----------------------- | ------------------------ | -------- | --------- | ------------- | ------------------ |
| 1        | 2014     | 不小心就贏了            | 不適用                   | 不適用   | 不適用    | 不適用        | 不適用             |
| 2        | 2015     | 12345                   | 不適用                   | 不適用   | 不適用    | 不適用        | 不適用             |
| 3        | 2016     | MLT                     | 不適用                   | 不適用   | 不適用    | 不適用        | 不適用             |
| 屆數     | 年度     | 六都電競                | 六都電競                 | 六都電競 | 六都電競  | 六都電競      | 六都電競           |
| 1        | 2017     | ahq Fighter 新北（1）   | 不適用                   | 不適用   | 不適用    | 不適用        | 不適用             |
| 2        | 2018     | 恩母17 高雄（1）        | 不適用                   | 不適用   | 不適用    | 不適用        | 不適用             |
| 3        | 2019     | ahq Fighter 新北（2）   | 不適用                   | 不適用   | 不適用    | 不適用        | 不適用             |
| 4        | 2020     | SHARP Fighter 新北（3） | 不適用                   | 不適用   | 不適用    | GLM 新北（1） | 不適用             |
| 5        | 2021     | 不適用                  | END 新北（1）            | 不適用   | 不適用    | 不適用        | One Team 台北（1） |
| 6        | 2022     | 不適用                  | 金色狂風4 台北（1）      | 不適用   | One Team  | 不適用        | 不適用             |
| 7        | 2023     | 0死不如不玩 新北（4）   | One Team 新北（2）       | XMEN     | 不適用    | 不適用        | 不適用             |
| 8        | 2024     | BIG 高雄（2）           | 台北海大狂獵鯊 台南（1） | DZX      | 不適用    | 不適用        | 不適用             |
| 9        | 2025     | TBA                     | TBA                      | TBA      | 不適用    | 不適用        | 不適用             |

## 相關事件

#### 首長、官員出席慣例
六都自舉辦以來，各城市站總決賽都有現任市長或其代理人親臨會場致詞或頒獎，形成一種慣例，總決賽則中央政府推派代表，在2017至2018年由行政院院長賴清德出席、2019年則為中華民國副總統陳建仁出席，宣示政府輔導推廣電競產業之決心。

2023年《六都電競爭霸賽》英雄聯盟總決賽由時任高雄市市長陳其邁頒獎勉勵；絕地求生總冠軍由時任行政院副院長鄭文燦頒發8萬賽事獎金。

#### 2018年TPA表演賽
2012年，由台港籍選手組成的台北暗殺星（TPA）奪下英雄聯盟世界大賽總冠軍，引發《英雄聯盟》在台灣的熱潮。事後衛冕的五名成員各奔東西，幾乎從未再次全員同台。2018年，六都電競爭霸戰主辦方邀請五人久違再次合體，在總決賽後與知名實況主亞洲統神率領的「TFA台肥暗殺星」進行表演賽，引發轟動，造成十萬人同時在線觀看的奇觀。鍇睿行銷執行長po11po11（顏宥騫）亦以前TFA成員之身份參與該場表演賽。

#### 2019年新北市代打事件
在2019年新北站線上賽程當中，主辦方發現「完美抓交替」隊伍中參賽選手中有來自香港的IP。原本按賽制規章僅有中華民國國籍人士可報名，經追查後發現與台港澳賽區次級職業聯賽「ECS菁英挑戰聯賽」香港籍選手IP相符。而後更爆出同賽區「帶妹子都能贏你」等其他隊伍集團式參與作弊行為，最後該批代打選手都遭到六都官方永久禁賽處分。慘遭違規代打隊伍淘汰的選手蝴蝶兒無奈表示：「真的被抓交替了」。在年底的《AESF e-Masters亞洲電競大師盃 2020》（AESF e-Masters CHENGDU 2020）報名階段，主辦方亦因此不良紀錄除名了相關選手。

#### 2019年高雄市長缺席
2019年，高雄站決賽中，原訂出席的高雄市長韓國瑜因故缺席，由副市長陳雄文代理。由於韓國瑜曾提出要「打造高雄成為電競首都」的政策主張，此次未親自出席遭到觀眾噓聲抗議。賽事主播「湯米」陳敬衡更在個人臉書痛批「Mayor不要再秀下限了」。事後，韓國瑜在高雄市議會進行施政報告時仍重申「打造高雄成為電競產業首都」的政策主張，並宣布中華民國電子競技運動協會預計在今年12月共同舉辦「2019年高雄電競嘉年華會」。

#### 2022年KVL戰隊出生島
在2022年7月30號中，南北爭霸賽北區B組第八隊的KVL戰隊，創下南北賽海島場第一次衝出生島的戰隊。

#### 2022年亞洲盃代打事件
2022年「亞洲電子競技公開賽」亞洲盃磬石嘯虎區的四強賽線上賽程當中，主辦方發現隊伍「DXG」在比賽中換人代打而取消資格，且代打者疑似是BYG前職業選手PK。

#### 2024年亞洲盃女子組違規事件
2024年「亞洲電子競技公開賽」英雄聯盟白銀神鱒區 16 強賽事中，針對香港隊伍「BGTW」（隊內選手犽貝）與台灣隊伍「I拉芙U」（隊內選手蝴蝶兒）的比賽，經審查發現多起帳號共用的違規行為，且非個別事件。為確保賽事公平，賽事方決定取消該場比賽結果，並要求於表定時間進行重賽。